# 2-е Никольское (Медвенский район)
2-е Нико́льское — деревня в Медвенском районе Курской области России. Входит в состав Китаевского сельсовета.

## География
Деревня находится на юге центральной части Курской области, в пределах Среднерусской возвышенности, в лесостепной зоне, на правом берегу реки Полная, на расстоянии примерно 19 км (по прямой) к северо-востоку от Медвенки, административного центра района.

### Климат
Климат характеризуется как умеренно континентальный, с тёплым летом и умеренно холодной зимой. Среднегодовая температура воздуха — 5,5 °C. Абсолютный минимум температуры воздуха самого холодного месяца (января) составляет −37 °C; абсолютный максимум самого тёплого месяца (июля) — 35 °C. Безморозный период длится около 151 дня в году. Среднегодовое количество атмосферных осадков составляет 587 мм, из которых большая часть выпадает в тёплый период.

### Часовой пояс
Деревня 2-е Никольское, как и вся Курская область, находится в часовой зоне МСК (московское время). Смещение применяемого времени относительно UTC составляет +3:00.

## Население
| 2002 | 2010 |
| ---- | ---- |
| 2    | ↗3   |

### Половой состав
По данным Всероссийской переписи населения 2010 года, в половой структуре населения женщины составляли 100 %.

### Национальный состав
Согласно результатам переписи 2002 года, в национальной структуре населения русские составляли 100 %.

## Транспорт
2-е Никольское находится в 19 км от автодороги федерального значения М2 «Крым» (часть европейского маршрута E 105), в 7 км от автодороги межмуниципального значения 38Н-236 (М-2 «Крым» — Полевая), в 2 км от автодороги 38Н-237 (М-2 «Крым» — Полный — 38Н-236), в 1,5 км от автодороги 38Н-248 (38Н-237 — Шумовка с подъездом к с. Любимовка), при автодороге 38Н-247 (38Н-248 — Лубянка — 2-е Никольское), в 15 км от ближайшей ж/д станции Полевая (линия Клюква — Белгород).
В 94 км от аэропорта имени В. Г. Шухова (недалеко от Белгорода).